# エルジェネシスシリーズ
エルジェネシスシリーズは、日本製のファンタジーテーブルトークRPG (TRPG) の一連のシリーズ。発売はゲーム・フィールド社。1996年のシリーズ第一作『創聖記エルジェネシス』から始まり、現時点までで4つのシリーズが展開された。システムデザインは山本剛、ワールドデザインは久保田悠羅が担当している。

## 概要
いわゆる「日本製のライトファンタジー」のノリをストレートに追求したテーブルトークRPG。"冒険ファンタジーもの"のアニメや漫画、ライトノベルやコンピュータRPGの登場人物のように、派手で豪快な必殺技を繰り広げるキャラクターをプレイヤーキャラクターとして操ることができる。
エルジェネシスが発売された当時は、『スレイヤーズ』のアニメ化をはじめ、『魔法騎士レイアース』『覇王大系リューナイト』など、いわゆるテーブルトークRPG的な"ゲーム的ファンタジー"という世界観がアニメや漫画など、RPGと親和性が低いメディアに対して広まっていった時代であった。ライトノベルのメディアにおいてもライトファンタジーが多勢を締めていて、テーブルトークRPGで"ゲーム的ファンタジー"が食傷気味に扱われていたのとは相対的な流れになっていた。
エルジェネシスは、漫画やアニメやライトノベルなどのゲーム以外のジャンルで再構築された"ゲーム的ファンタジー"の世界観を、テーブルトークRPGに逆輸入しようというコンセプトで開発された。このコンセプトを、エルジェネシスのルールブック内では「○○っぽい（マルマルっぽい）」という言葉で定義している。要するに「どこかのファンタジー漫画で見たことがあるようなキャラクター」を手軽に楽しめるゲーム、ということである。

## ゲームシステム
行為判定は6面ダイスを複数使う方式。振れるダイスの数は能力値や技能値によって決定され、振ったダイスのそれぞれにおいて、GMが提示した難易度の数値以上の出目が出ているダイスの個数を数え、それが行為判定の成功度になるというものである。（シャドウランなどと同じ方式の判定方法である）。
特徴的なのは戦闘のルールで、戦闘ラウンドが開始されると１ラウンドの間で使用できるダイスの個数が能力値や技能値によって決定されてしまうというものである（この個数を「アクションポイント」と呼ぶ）。攻撃の判定にどれだけのダイスを割り振るか、そして防御の判定にどれだけのダイスを割り振るかということが重要な駆け引きとなる。

## ランダムテンプレート
エルジェネシスは様々なアニメや漫画の既存のキャラクターをテーブルトークRPGで無節操に再現することを目指したゲームである。過去、このようなことを目指したゲームの多くは、アニメや漫画のキャラクターにありがちな能力を大量に羅列し、それをプレイヤーが自由に組み合わせることで、既存のキャラクターをゲームで再現するという方法論がとられていた（この典型的な例がガープスである）
しかしこのやり方はプレイヤーに対して大量のデータを把握させるという負担を強いることになる。そこで手軽さを目指したエルジェネシスシリーズではテンプレートという全く異なる方法論を提示した。
エルジェネシスシリーズの関連製品には、キャラクターテンプレートと呼ばれる紙が数十枚入っている。これは、完成済みのキャラクターデータにイラストとキャラクターの背景設定の解説が入ったA4サイズの紙であり、一枚一枚で内容が異なっている。また、この紙はキャラクターシートとしてそのまま使用できるようにもなっている。（俗に言うプレロールドキャラクターである）
このテンプレートには、そのテンプレートで表現されているキャラクターにしか使えない能力が多数設定されている。（つまり、通常のキャラクターメイキングのルールで作ったキャラクターでは使えない能力が多数ある）。つまり既存のルールやデータでは再現できないような「今、流行のアニメや漫画のキャラクター」を再現するために、専用のデータとルールをセットしたキャラクターシートをにユーザーに提供していったのである。（このような「半作成済みのキャラクターに専用の能力を付加する」という方法論はBEAST BIND 魔獣の絆 R.P.G（旧版）や天羅万象（旧版）など、1990年代末期のゲームでは比較的良くみられたものでもある）
なお、このテンプレートはエルジェネシスシリーズの関連製品に必ず入っていたのだが、何のテンプレートが入っているかはランダムになっていた。そのためこのテンプレートは「ランダムテンプレート」という名前がつけられていた。
ランダムテンプレートでは、自分が持っていないテンプレートをプレイに使いたい場合は、他のユーザーに見せてもらうことが前提となっている。
雑誌上でのデザイナーサイドの発言などによると、ランダムテンプレートはトレーディングカードゲームをヒントにしたギミックで、ユーザー同士のコミュニケーションを密にさせるギミックとして考えられたということである。
ランダムテンプレートは新星界スターロードにも搭載されたものの、2000年以降のゲームではほとんど見られることはなくなってしまっている。
2007年現在において、エルジェネシスと同様の「○○っぽい」をコンセプトにしたゲームの筆頭として異界戦記カオスフレアがあるが、このゲームでは旧来からの「大量のデータから好みのものを選択する」ことでアニメや漫画の既存のキャラクターを再現する方向となっている。

## シリーズ一覧

### 創聖記エルジェネシス
エルジェネシスシリーズの第一弾。1996年発売。剣と魔法のファンタジー世界「ソフィア」の南方を舞台にしたゲームである。『スレイヤーズ』や『魔術士オーフェン』のような、ストレートなライトファンタジーのノリの再現をメインにしている。
「創世記」と間違えられることが多いが、「創聖記」が正しい。
- 関連書籍
  - 創聖記エルジェネシス　（基本ルールブック）
  - ナイト・オブ・ソフィア　（追加データ集）

### 神世紀エルジェネシス
エルジェネシスシリーズの第二弾。1997年発売。ファンタジー世界「ソフィア」の北方を舞台にしたゲームである。魔導科学や機械帝国などのメカファンタジーの要素に注目したゲームで、『ファイナルファンタジー』をはじめとしたコンピュータRPG的なファンタジーのフォロワーを目指した。
「新世紀」と間違えられることが多いが、「神世紀」が正しい。
メカの一部は後の『アルシャード』に流用されており、ゲパルトギアやパンツァー、ガンブレイドなどのアルシャードのメカの原型が今作に見られる。（これはアルシャードの世界設定に久保田悠羅が関わっているからである）
創聖記エルジェネシスとはデータが完全互換している。
- 関連書籍
  - 神世紀エルジェネシス　（基本ルールブック）

### 学園戦国エルジェネシス
エルジェネシスシリーズの第三弾。1998年発売。今までとは打って変わって現代の地球を舞台にした学園バトルファンタジーである。当時、一部のライトノベルやアダルトゲームなどで流行しはじめていた「新伝奇」や「現代ファンタジー」のノリをテーブルトークRPGの市場に先駆けて導入した意欲作である。
創聖記エルジェネシス、神世紀エルジェネシスとはデータが完全互換しており、ソフィア世界の住人をプレイヤーキャラクターとして現代世界でプレイすることも可能。
- 関連書籍
  - 学園戦国エルジェネシス　（基本ルールブック）

### 創聖記エルジェネシスⅡ（ツヴァイ）
創聖記エルジェネシスと神世紀エルジェネシスを統合してルール改訂を行ったバージョン。1999年発売。戦闘にスクエアマップの使用が前提となり、より戦略性が増した。また、GMがいなくてもプレイヤー同士が闘技場で戦うことで経験値が手に入る「ハイパーデュエル」のルールが搭載されている。
- 関連書籍
  - 創聖記エルジェネシスⅡ　（基本ルールブック）
  - ソード・オブ・グラーヴ　（追加データ集）
  - シャドウ・オブ・プリンセス　（シティアドベンチャー用サプリメント。ランダムテンプレートの選択によってシナリオが自動生成される）